# Męczennicy dominikańscy z Ząbkowic Śląskich

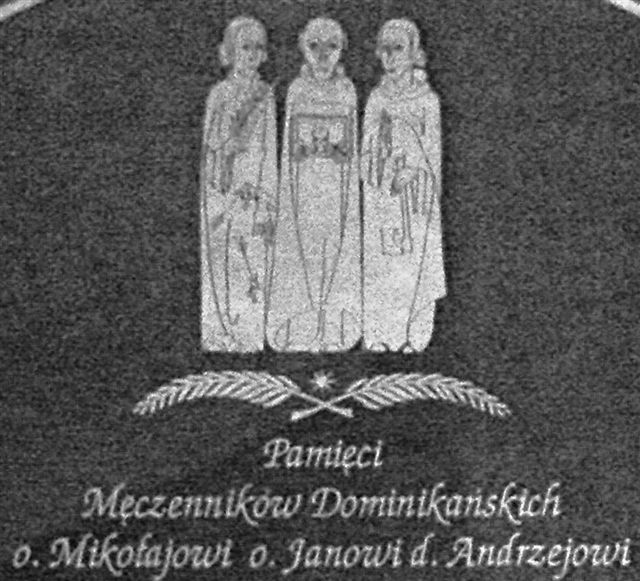
Męczennicy dominikańscy z Ząbkowic Śląskich – fragment tablicy na kościele Podwyższenia Krzyża Świętego

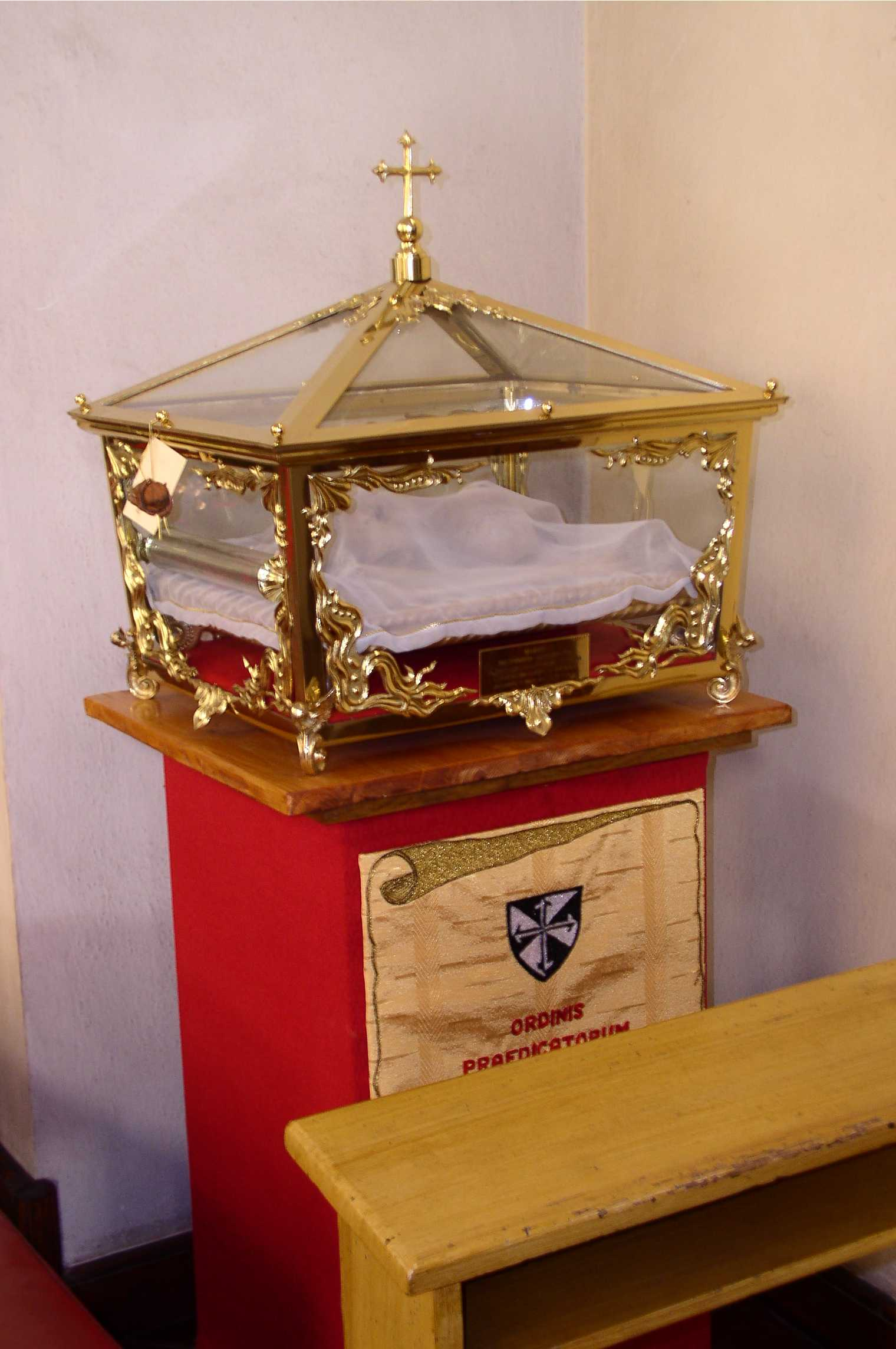
Relikwiarz męczenników dominikańskich z Ząbkowic Śląskich znajdujący się w kościele Podwyższenia Krzyża Świętego

Męczennicy dominikańscy z Ząbkowic Śląskich – zbiorowa nazwa na dwóch zakonników dominikańskich (ojca Jana Budę i ojca Mikołaja Carpentariusa) i jednego diakona – Andrzeja Cantorisa, zamordowanych przez husytów w Ząbkowicach Śląskich w Wielki Piątek – 2 kwietnia 1428.

## Męczeństwo
Tłem dla wydarzeń były religijne wojny husyckie. W Wielki Piątek 1428 husyci zajęli Ząbkowice Śląskie, co zakończyło się mordami na mieszkańcach i rabunkiem mienia. Gdy najeźdźcy wtargnęli do klasztoru dominikańskiego, część zakonników próbowała ich powstrzymać przed rabunkiem. Najpierw zabito więc maczugą kaznodzieję – ojca Jana Budę. Ciało poćwiartowano mieczem na kawałki i rozrzucono po dziedzińcu klasztornym. Superior (odpowiednik przeora) – ojciec Mikołaj Carpentarius, został spalony przed kościołem na stosie, złożonym z paramentów, obrazów i rzeźb kościelnych. Z kolei diakon Cantoris powieszony został na Bramie Wrocławskiej, a następnie zabity strzałami z łuku. Wszyscy przed śmiercią zostali oskalpowani, celem ośmieszenia tonsur.
Po zabiciu zakonników husyci splądrowali i spalili kościół wraz z klasztorem. Po opuszczeniu przez nich Ząbkowic, mieszkańcy wyzbierali szczątki męczenników i złożyli w wypalonym kościele.

## Dalsze losy relikwii
Świątynię odbudowano w latach 1490–1515 i na trwałe złożono tam relikwie z pamiątkową tablicą. W 1810 władze pruskie ogłosiły kasatę klasztorów, a kościół i klasztor dominikański przekazano protestantom. Nie przeszkodziło to katolikom nadal odwiedzać świątynię i modlić się przy pozostałych tam relikwiach. Aby nie powodować zadrażnień międzyreligijnych, władze miejskie nakazały przenieść relikwie do kościoła katolickiego świętej Anny, gdzie pozostawały do 30 listopada 1970. W tym też roku przeniesiono je do obecnego miejsca pobytu – kościoła Podwyższenia Krzyża Świętego, który zajmują mniszki klaryski od wieczystej Adoracji. Relikwie znajdują się przy ołtarzu głównym.

## Występowanie w literaturze
Scena ich męczeństwa jest przedstawiona w powieści Andrzeja Sapkowskiego Boży bojownicy.